# Gerechtigkeitsgasse

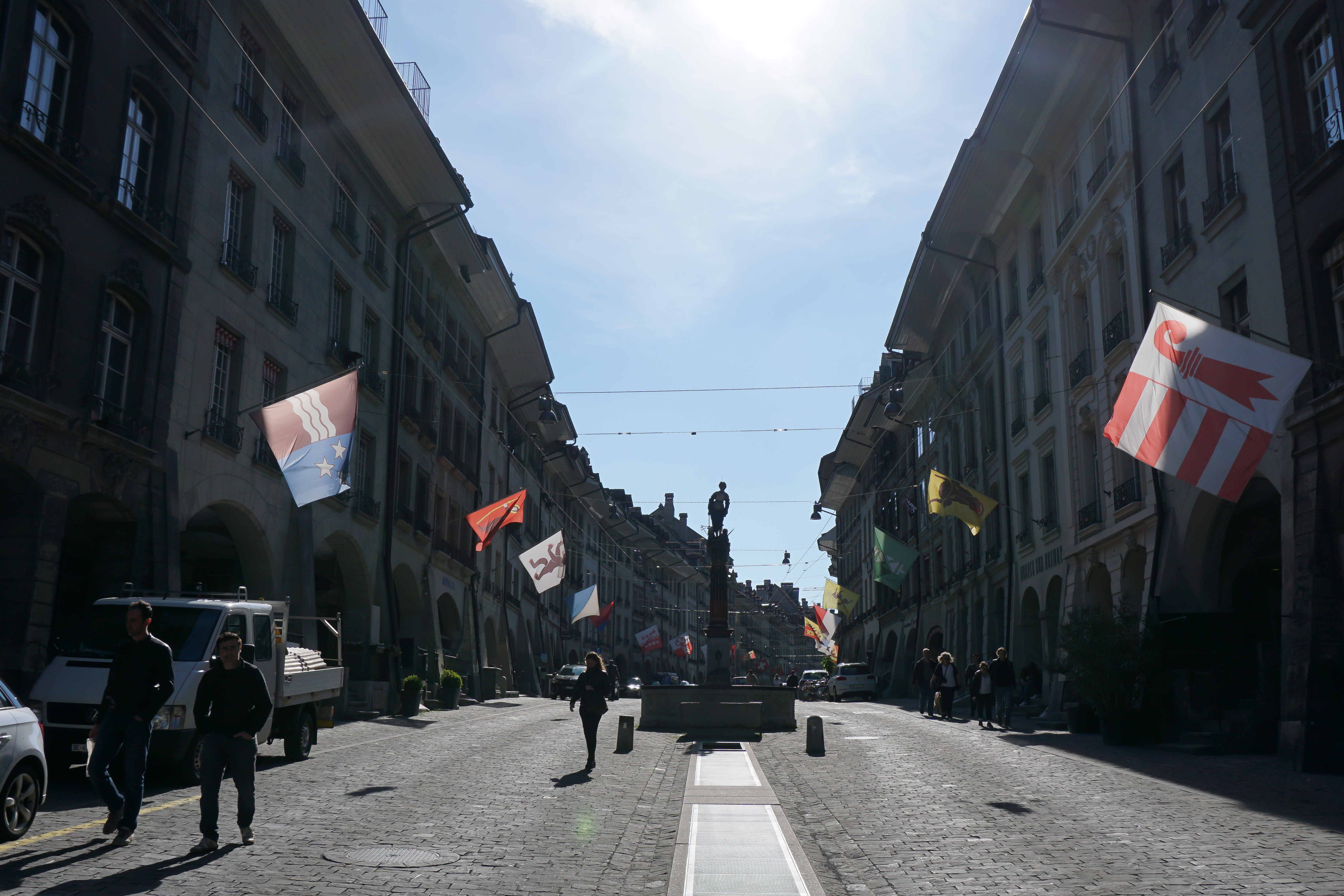
Gerechtigkeitsgasse von Süden

Die Gerechtigkeitsgasse ist eine der Hauptstrassen in der Altstadt von Bern, dem mittelalterlichen Stadtzentrum von Bern in der Schweiz.
Zusammen mit ihrer Verlängerung, der Kramgasse, ist sie das Herz der Innenstadt. Hans Giengs berühmteste Brunnenfigur, die Statue der Justitia auf dem Gerechtigkeitsbrunnen, beherrscht den Blick auf den gekrümmt ansteigenden Verlauf der Strasse.
Die Gerechtigkeitsgasse ist Teil des UNESCO-Weltkulturerbes der Berner Altstadt. Mehrere ihrer Gebäude sind als Kulturdenkmal von nationaler Bedeutung registriert.

## Lage
| zur Junkerngasse                                                                           | zur Postgasse                   |
| ------------------------------------------------------------------------------------------ | ------------------------------- |
| - Unteres Gerechtigkeitsgässchen (bei Nr. 27) - Oberes Gerechtigkeitsgässchen (bei Nr. 43) | - Antoniergässchen (bei Nr. 52) |

Die Gerechtigkeitsgasse ist 260 Meter lang. Sie ist die östliche Hälfte und der älteste Teil der zentralen Ost-West-Achse des ältesten Stadtquartiers, der direkt nach der Gründung der Stadt im Jahr 1191 entstandenen Zähringerstadt. Die Fortsetzung nach Westen, nach der querverlaufenden Kreuzgasse, bildet die Kramgasse. Im Osten verzweigt sich die Gerechtigkeitsgasse vor der Nydegg: Der Nydeggstalden führt zur Untertorbrücke und die Nydeggasse zur jüngeren Nydeggbrücke. Vor dem Bau der Nydeggbrücke nannte man die Erweiterung der Gerechtigkeitsgasse bei der Einmündung der Junkerngasse Schwendplatz. Ursprünglich stand dort eine Linde und bis 1844 auch der Vennerbrunnen. Seit dem Bau der Nydeggbrücke trennt eine Stützmauer den Platz zwischen dem Nydegghöfli und der Nydeggasse.
Mehrere schmale Gassen und Durchgänge (Passagen) verbinden die Kramgasse mit der parallelen Postgasse im Norden und der Junkerngasse im Süden.
Die Gerechtigkeitsgasse ist für Autos nur mit Sondergenehmigung befahrbar. Erreichbar ist sie nur zu Fuss, mit dem Fahrrad oder mit der durch die Gasse führenden Bernmobil-Buslinie Nr. 12, mit Haltestellen an den Enden der Strasse (Rathaus und Nydegg). An beiden Seiten der Strasse schützen Steinarkaden, genannt Lauben, die Fussgänger vor ungünstigem Wetter.

## Geschichte
Die Gerechtigkeitsgasse war zur Zeit ihrer Gründung die Hauptstrasse der Stadt. Mit ihrer ursprünglichen Breite von rund 26 Metern, nach dem Bau der Arkaden reduziert auf 18 Meter, diente sie auch als zentraler Marktplatz des mittelalterlichen Berns. Aus diesem Grund wurden die Gerechtigkeitsgasse und die Kramgasse zusammen bis zum 16. Jahrhundert als Märitgasse bezeichnet. Nach dieser Zeit verlagerten sich die Märkte nach Westen in Richtung Zytglogge, und die Strasse wurde in Bezug auf den 1543 errichteten Brunnen «by der Gerechtigkeit» genannt. Erst beim Einmarsch der Franzosen 1798 wurde die Strasse offiziell in Gerechtigkeitsgasse umbenannt. Die über dem Stadtbach in der Gassenmitte stehenden Hütten der Fleisch- und Brotschaal wurden aufgehoben, und ebenfalls zogen die Gerbereien und mit ihnen die meisten Zünfte zwischen 1450 und 1550 fort, da die Strasse allmählich zu einem Wohngebiet für die herrschenden Patrizierfamilien wurde. Die städtische Gerichtsstätte mit ihrem Pranger und Richterstuhl aus Stein blieb noch länger in der Strassenmitte nahe der Kreuzgasse bestehen.
Um das starke Gefälle am östlichen Ende der Strasse zu reduzieren, wurde, nach der Zerstörung der Burg Nydegg im Jahre 1270 und dem Abriss der anderen Befestigungen bis 1405 und 1764, der Strassenverlauf mehrmals geändert. Für den Bau der Nydeggbrücke 1840 bis 1844 mussten die südlichen Häuser der ehemaligen Wendschatzgasse weichen.
Im Jahr 2005 wurde die Strasse gründlich renoviert und ihr Kopfsteinpflaster ersetzt. Der Stadtbach, der seit dem Mittelalter durch die Strassenmitte verläuft, ist jetzt wieder unter Metallgittern sichtbar.

## Gebäude

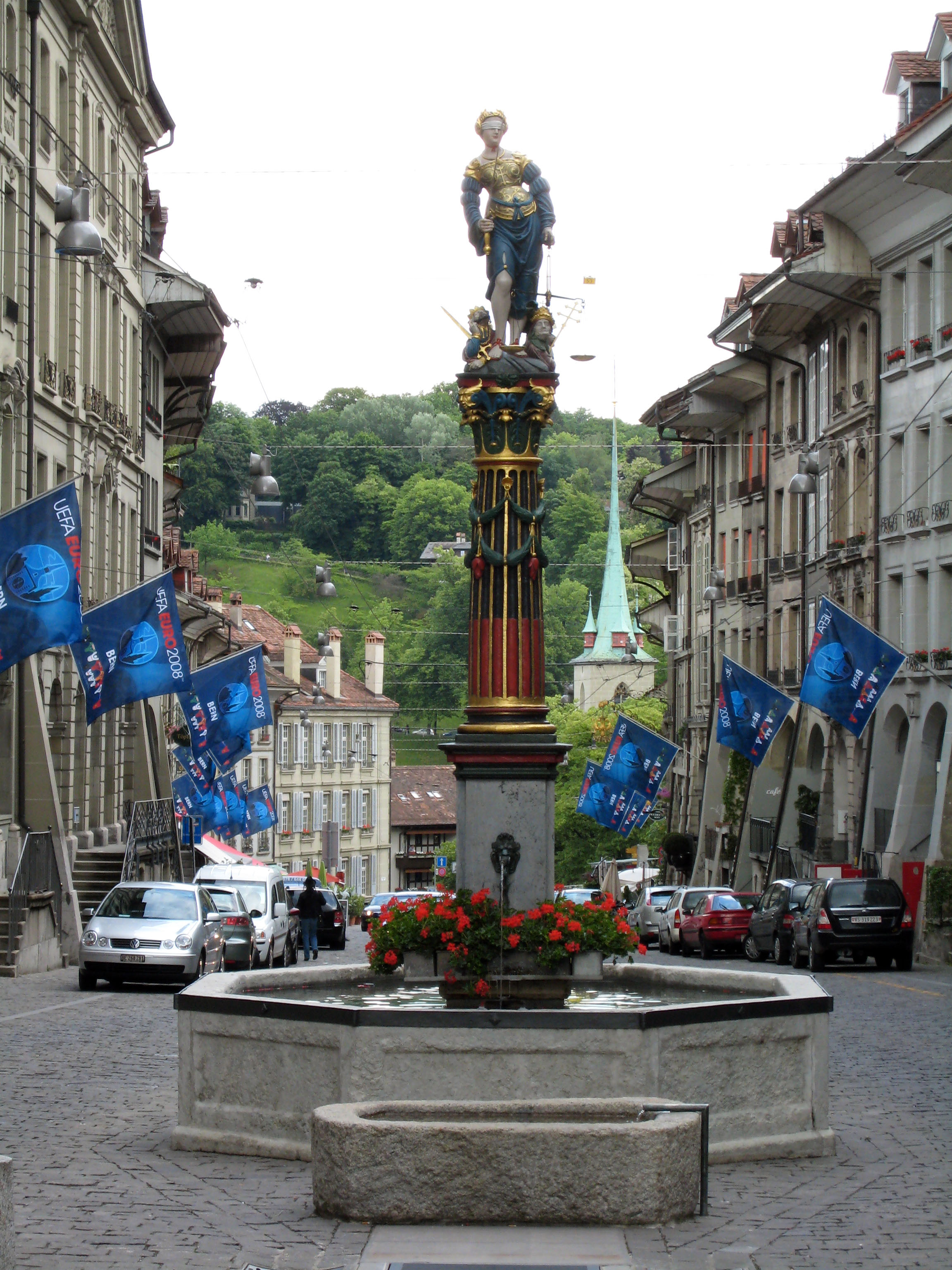
Gerechtigkeitsbrunnen

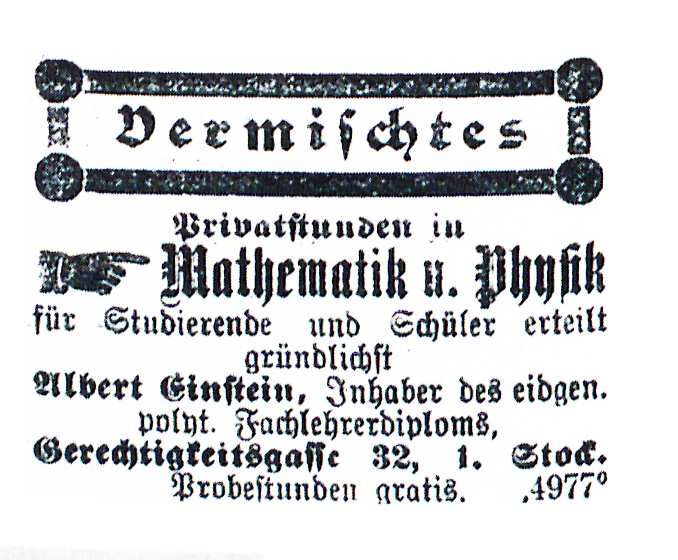
Inserat von Albert Einstein für Privatstunden in der Gerechtigkeitsgasse 32, 1902

Die Baugeschichte der Gerechtigkeitsgasse ist hauptsächlich erst um 1600 erfasst. Das älteste Bürgerhaus ist der 1531 von Hans Franz Nägeli erbaute West- und Mittelteil von Nr. 60. Ungefähr die Hälfte der Gebäude sind vom Stil des späten 16. Jahrhunderts geprägt. Die Renaissance-Architektur und das frühe Barock beeinflussten die Aussengestaltung der Gebäude nur wenig. Wie in der Kramgasse erhielten zwei Drittel der Häuser bis 1780 neue Fassaden, die den Grossteil des östlichen und zentralen Teils der Strasse im Stil des Spätbarock umgestalteten. Im Gegensatz zu anderen Strassen wurden seitdem keine wesentlichen Änderungen am Strassenbild vorgenommen. Ein Projekt zur Zerstörung von fünf Häusern im Jahr 1954 wurde durch aussergewöhnlich breite öffentliche Opposition mit internationaler Unterstützung verhindert.
Hausnummer 7, der «Goldene Adler», ist Berns älteste Herberge und Taverne. Sie wurde erstmals 1489 als «Weisses Kreuz» aufgenommen; das Gebäude ist eine Konstruktion von Niklaus Hebler aus dem Jahr 1764. Der Adlerkopf mit dem Wirtsschild ist eines der Hauptwerke dieser Art in der Schweiz. Nr. 40 ist Berns expansivstes städtisches Palais; es ist beispielhaft für die Einfügung eines französischen Stadtpalais in das mittelalterliche Stadtbild. Es wurde 1743 für Alexander von Wattenwyl von Rudolf Hebler nach Plänen von Albrecht Stürler anstelle dreier schmaler Häuser erbaut. Die Freitreppe entstand 1845 nach der letzten Tieferlegung der Gerechtigkeitsgasse. Die Familie Marcuard (Bankhaus Marcuard & Cie) erwarb 1846 die Liegenschaft. Das seither Marcuard-Haus genannte Gebäude kam 1971 in den Besitz der Burgergemeinde Bern. Das Marcuard-Haus war am 18. September 1802 Schauplatz der Kapitulation der helvetischen Regierung vor französischen Truppen. Nr. 42 ist das erste Werk von Stürler, der 28 Jahre alt war, als er es 1734 für Niklaus Jenner entwarf.
Hausnummer 33 ist als Hauptwerk des Berner Manierismus eine der besten Régence-Fassaden und dessen Louis-XV-Interieur bedeutsam. Es wurde 1608 von Andres Widmer erbaut und 1740 von Türler umgestaltet. Nr. 52, erbaut 1730, gilt als Niklaus Sprünglis bestes Stadthaus. Nr. 56, ein eher einfaches Régence-Haus, ist für seinen aussergewöhnlichen Türklopfer bekannt. Nr. 62 beherbergt das Restaurant «Klötzlikeller». Es wurde 1632 gegründet und ist die letzte der ursprünglich mehr als 200 Kellerschenken in Bern. Nr. 79, das Gesellschaftshaus zum Distelzwang, gebaut 1703 von Samuel Jenner, ist ein Hauptwerk der frühbarocken Architektur in Bern.